# 渦電流
渦電流（Eddy Current，又稱為傅科電流）現象，在1851年被法國物理學家萊昂·傅科所發現。是由於一個移動的磁場與金屬導體相交，或是由移動的金屬導體與磁場垂直交會所產生，但在理想匀强磁场中不会产生涡流。簡而言之，就是電磁感應效應所造成。這個動作產生了一個在導體內循環的電流。
磁场变化越快，感应电动势就越大，涡流就越强；涡流能使导体发热。在磁场发生变化的装置中，往往把导体分成一组相互绝缘的薄片或一束细条，以降低涡流强度，从而减少能量的损耗；但在需要产生高温时，又可以利用涡流取得热量，如高频电炉原理。
渦電流可以應用在无损检测與監看多種金屬製品的結構，如飛機機身與零件的表面及近表面的检测等。
在划槳的時候，帶起水面的局部漩渦，也是一種類似渦電流的情形。

## 历史
- 1824年，法国弗朗索瓦·阿拉戈第一个观察到涡电流并称为旋转磁现象，同时提出了大多数导体可能已经被磁化的说法。
- 1855年，法国物理学家莱昂·傅科通过铜片在磁场旋转实验证实涡电流的存在，并记录了涡电流产热的现象。
- 1879年，涡电流第一次被用到了无损检测中。

## 应用
电磁涡流效应的利用装置有涡流加热装置（如电磁炉）及涡流传感器等，避免涡流发热的装置有变压器铁芯等。

## 相關詞條
- 金屬探測器
- 電磁爐